# Starawieś
Starawieś is een dorp in de Poolse woiwodschap Mazovië. De plaats maakt deel uit van de gemeente Liw en telt 560 inwoners.